# Інес Аррондо
Інес Аррондо (ісп. Inés Arrondo, 28 листопада 1977) — аргентинська хокеїстка на траві.
Срібна призерка Олімпійських Ігор 2000 року, бронзова призерка 2004 року.
Переможниця Панамериканських ігор 1999, 2003 років.
Переможниця Трофею чемпіонів 2001 року, срібна призерка 2002 року, бронзова призерка 2004 року.
Чемпіонка світу з хокею на траві серед жінок 2002 року.